# Limipolycystis curvituba
Limipolycystis curvituba är en plattmaskart som beskrevs av Schilke 1970. Limipolycystis curvituba ingår i släktet Limipolycystis och familjen Polycystididae. Inga underarter finns listade i Catalogue of Life.